# 1917 en arts plastiques
| Années des arts plastiques : 1914 - 1915 - 1916 - 1917 - 1918 - 1919 - 1920    |
| Décennies des arts plastiques : 1880 - 1890 - 1900 - 1910 - 1920 - 1930 - 1940 |

Cette page concerne l'année 1917 en arts plastiques.

## Événements
- Parution du premier numéro de la revue d'arts plastiques et d'architecture De Stijl (Le Style),
- Le cercle artistique belge Doe Stil Voort (« Continue en silence ») est refondé à Bruxelles.
- La Scuola Metafisica (« École métaphysique »), mouvement artistique italien, est créée à Ferrare.

## Œuvres
- Le Cimetière, tableau de Marc Chagall.
- La Promenade, tableau de Marc Chagall.
- Fontaine, l'un des premiers Ready-made (« Objet trouvé ») de Marcel Duchamp
- Jeune fille au chemisier rayé, huile sur toile d'Amedeo Modigliani.
- Premières œuvres purement abstraites de Piet Mondrian.

## Naissances
- 12 février : Jules Paressant, peintre et sculpteur français († 20 août 2001),
- 17 février : Whang-od, artiste tatoueuse philippine,
- 19 février : Jean Legros, peintre et sculpteur abstrait géométrique français († 7 novembre 1981),
- 23 février : Jean Camberoque, peintre, graveur, céramiste, sculpteur et illustrateur français († 2 juin 2001),
- 24 février : Tatiana Iablonskaïa, peintre russe, soviétique puis ukrainienne († 17 juin 2005),
- 25 février : Chuta Kimura, peintre japonais († 3 juillet 1987),
- 3 mars : Françoise Landowski-Caillet, pianiste et peintre française († 12 décembre 2007),
- 6 mars : Jean-Claude Libert, peintre cubiste et abstrait français de la nouvelle école de Paris († 22 juillet 1995),
- 10 mars : David Hare, peintre et sculpteur surréaliste américain († 21 décembre 1992),
- 24 mars : Constantin Andréou, peintre et sculpteur français d'origine brésilienne († 8 octobre 2007),
- 6 avril : Leonora Carrington, peintre et romancière britannique († 25 mai 2011),
- 17 mai : Ievhen Iehorov, graphiste, peintre et professeur russe, soviétique puis ukrainien († 4 mai 2005),
- 25 mai : Michel Patrix, peintre français († 4 mai 1973),
- 28 juin : Mario Nigro, peintre italien († 11 août 1992),
- 13 juillet : Jerzy Mierzejewski, peintre polonais († 14 juin 2012),
- 28 juillet :
  - Pierre Bettencourt, écrivain, poète, éditeur, voyageur et peintre français († 13 avril 2006),
  - Jacques Lagrange, peintre, graveur et scénariste français († 20 juillet 1995),
- 5 août : Simone Aubry Beaulieu, peintre québécoise, († 9 février 2006)
- 10 août : Colette Bonzo, peintre expressionniste française († 14 janvier 1967),
- 1er septembre : Simonetta Jung, peintre italo-belge († 28 juin 2005),
- 13 septembre : Jean Capdeville , peintre français († 30 juillet 2011),
- 19 octobre : Pierre Roulot, peintre et céramiste français († 18 août 2007),
- 20 octobre : Victor Journo, peintre franco-tunisien († 9 octobre 1994),
- 14 novembre : Aymar de Lézardière, peintre, dessinateur, graveur à l'eau-forte et à la pointe sèche, aquarelliste et illustrateur français († 12 novembre 1995),
- 16 novembre : Henri Mauduit, peintre, céramiste, décorateur et sculpteur français († 30 octobre 2006),
- 25 novembre : Léon Gambier, peintre de la Marine français († 16 avril 2007),
- 15 décembre : Edgard Naccache, peintre tunisien († 27 mars 2006),
- 21 décembre : Jean-Louis Viard, peintre, graveur et cartonnier français († 16 février 2019),
- 23 décembre : Nikolai Getman, peintre soviétique puis russe († 29 août 2004),
- ? : Roger Crusat, peintre et lithographe figuratif français († 1994).
- ? : Rikio Takahashi, artiste graveur japonais à tendance abstraite († 1999).

## Décès
- 3 janvier : Lubin de Beauvais, peintre et illustrateur français (° 26 mars 1873),
- 4 janvier : Félix Martin, sculpteur et peintre français (° 2 juin 1844),
- 8 janvier : Jules-Edmond Cuisinier, peintre et graveur français (° 16 novembre 1857),
- 10 janvier : Henri-Charles Daudin, peintre français (° 6 octobre 1864),
- 23 janvier : Luigi Conconi, peintre italien (° 30 mai 1852),
- 27 janvier : Paul Pauthe, peintre français (° 21 février 1850),
- 5 février : Charles Meissonier, peintre français (° 11 juillet 1844),
- 10 février : John William Waterhouse, peintre britannique (° 6 avril 1849),
- 12 février : Giovanni Sottocornola, peintre italien (° 1er août 1855),
- 16 février : Giulio Rosati, peintre orientaliste italien (° 1858),
- 17 février :
  - Carolus-Duran, peintre français (° 4 juillet 1837),
  - Tito Lessi, peintre italien (° 9 janvier 1858),
  - Noguchi Shohin, peintre japonaise  (° 25 février 1847),
- 20 février : Henri-Arthur Bonnefoy, peintre français (° 4 avril 1839),
- 23 février :
  - Pietro Barucci, peintre italien (° 20 avril 1845),
  - Jean Brunet, peintre français (° 15 février 1849),
  - Félix Lafond, peintre, céramiste et conservateur de musée français (° 13 juin 1850),
- 6 mars:  Nikolaï Koulbine, peintre, musicien, mécène, théoricien du théâtre et philosophe russe (° 2 mai 1868),
- 30 mars : Fanny Currey, horticultrice et aquarelliste irlandaise (° 30 mai 1848),
- 6 avril : Marie Baudet, peintre française (° 1er octobre 1864),
- 17 avril : Désiré Cornuz, peintre paysagiste français (° 26 mai 1883),
- 29 avril : Zygmunt Ajdukiewicz, peintre polonais (° 22 janvier 1861),
- 5 mai : Alexandre Séon, peintre symboliste français (° 18 janvier 1855),
- 11 mai : Andreas Bloch, explorateur, peintre, illustrateur et costumier norvégien (° 29 juillet 1860),
- 12 ou 13 mai : Jules Schmalzigaug, peintre futuriste belge (° 1882, 1883 ou le 26 septembre 1886),
- 14 mai : Gabriel Roby, peintre français (° 2 septembre 1878),
- 26 mai : Valéry Müller, peintre, dessinateur, caricaturiste, illustrateur et journaliste français (° 23 avril 1873),
- 4 juin : Paul Klimsch, peintre et illustrateur allemand (° 15 juin 1868),
- 9 juin : Gaetano de Martini, peintre italien (° 28 mai 1840),
- 13 juin : Louis-Philippe Hébert, sculpteur français (° 27 janvier 1850),
- 17 juin :
  - Rūdolfs Pērle, peintre letton (° 9 mai 1875),
  - Ernst Stöhr, peintre, poète et musicien autrichien (° 1er novembre 1860),
- 18 juin : Albert-Valentin Thomas, peintre français (° 21 octobre 1869),
- 30 juin : Antonio de La Gandara, peintre, graveur, lithographe, dessinateur et pastelliste français (° 16 décembre 1861),
- 17 juillet : Victor Masson, industriel, peintre et illustrateur français (° 10 mai 1849),
- 2 août : Raphael Kirchner, peintre, dessinateur, illustrateur, lithographe et caricaturiste autrichien (° 5 mai 1875),
- 13 août : Quinto Cenni, peintre, dessinateur et illustrateur italien (° 20 mars 1845),
- 22 août : Matthijs Maris, peintre néerlandais (° 17 août 1839),
- 23 septembre :
  - George Bernard O'Neill, peintre de genre irlandais (° 17 juillet 1828),
  - Edvard Westman, peintre suédois (° 16 mai 1865),
- 27 septembre : Edgar Degas, peintre français (° 19 juillet 1834),
- 28 septembre : Jean Michel Prosper Guérin, peintre français (° 23 mars 1838),
- 5 octobre : Guglielmo Ciardi, dessinateur et peintre italien (° 13 septembre 1842),
- 7 octobre : Sergueï Vassilkovski, peintre russe (° 19 octobre 1854),
- 8 octobre : Alphonse Chigot, peintre français (° 23 octobre 1824),
- 25 octobre :
  - Johannes Grimelund, peintre norvégien (° 15 mars 1842),
  - Hans Olde, peintre allemand (° 27 avril 1855),
- 2 novembre : Maurice Hagemans, peintre belge (° 27 août 1852),
- 3 novembre : Ernest Jean Chevalier, peintre français (° 20 mars 1862),
- 17 novembre : Auguste Rodin, sculpteur français (° 12 novembre 1840),
- 16 décembre : David-Eugène Girin, peintre français (° 23 décembre 1848),
- 21 décembre :
  - Ernest Azéma, peintre français (° 1er août 1871),
  - Wilhelm Trübner, peintre allemand (° 3 février 1851),
- 27 décembre : William John Hennessy, peintre irlandais (° 11 juillet 1839),
- 31 décembre : Federico Zandomeneghi, peintre italien (° 2 juin 1841),
- ? :
  - Vladimir Bourliouk, peintre cubiste russe (° 27 mars 1886),
  - Élodie La Villette, peintre française (° 12 avril 1842).